# 高潮 (少将)
高潮（1956年3月—），男，漢族，江蘇阜寧人，中國大陸政治，军事人物，中共黨員，中國人民解放軍少將。
毕业于石家庄陆军指挥学院军事指挥专业，军事学硕士。高潮曾任黑龙江省军区司令员、沈阳军区装备部长等職務。2009年，晋升为少将。第十二屆全国人大代表。2016年，出任北部战区副参谋长。